# 大河涧乡
大河涧乡，是中华人民共和国河南省鹤壁市淇滨区下辖的一个乡镇级行政单位。

## 行政区划
大河涧乡下辖以下地区：
毛连洞村、大河涧村、潘荒村、赵家厂村、小河涧村、爻家村、谭峪村、杨寨沟村、洪峪村、肖横岭村、张公堰村、牛横岭村、马横岭村、窑洞村、石鼓沟村和河口村。